# St. Peter am See (Hunswinkel)

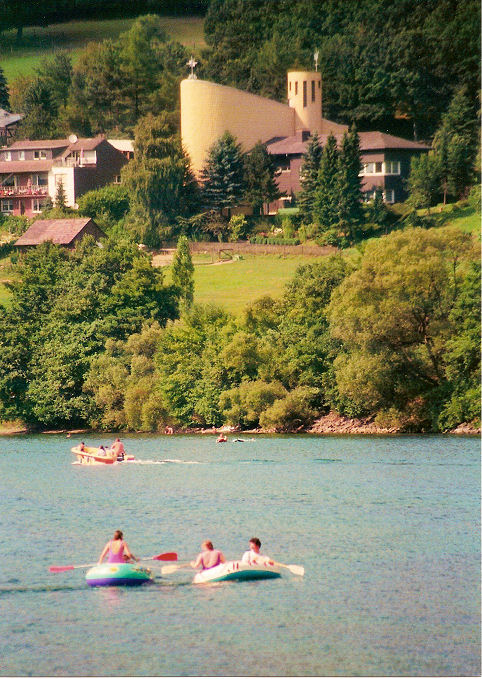
Die Kirche St. Peter am See mit angrenzendem Pastorat über dem Ufer des Lister-Stausees

St. Peter am See war eine katholische Kirche direkt oberhalb des Ufers der Listertalsperre in Valbert-Hunswinkel, einem kleinen Ortsteil von Meinerzhagen im Sauerland, etwa 20 Kilometer entfernt vom Hauptort.
Das Patrozinium St. Peter am See ist in dieser Namensgebung einmalig in Deutschland. Es erinnert an den Wirkungsort des galiläischen Fischers Petrus nicht nur im Namen, sondern auch mit dem Standort am Lister-Stausee. Gleich einem Schiffsbug erhebt sich die Kirche über den See.
Das Gotteshaus war Filialkirche der Gemeinde St. Christophorus in Valbert und diente nicht nur der Gemeinde vor Ort, sondern vor allem auch als Urlauberkirche für die Seelsorge der Urlauber und Gäste der großen Camping- und Ferienhaussiedlungen im Naherholungsgebiet an Bigge- und Listersee.
Im Zukunftskonzept des Bistums Essen wurde St. Peter am See als weitere Kirche ausgewiesen. Das bedeutete, dass das Bistum seither weder finanzielle noch personelle Mittel zum Erhalt bereitstellte. Ein gegründeter Förderverein kümmerte sich um den Erhalt, konnte aber den sich abzeichnenden größeren Sanierungsbedarf nicht stemmen.
Regelmäßige Gottesdienste fanden bis 2009 statt, 2011 wurde das Kirchengebäude profaniert und 2015 zusammen mit dem Pfarrhaus verkauft.

## Geschichte und Architektur
Die Kirche St. Peter am See ist ein Entwurf des Kölner Architekten Hans Schilling. Den Grundstein legte Domkapitular Martin Lütteken im Oktober 1964, benediziert wurde sie im Jahr 1966 von Prälat Rudolf Dietrich.
Das Kirchengebäude im modernen Baustil hat einen parabelförmigen Grundriss mit dem Altar im Brennpunkt. 
Mit der Parabelform wurde der als heiliger Wurf bezeichnete Archetyp des Kirchenbaumeisters Rudolf Schwarz aufgegriffen. Die Parabel öffnet sich vom Altar zur Welt hin und umgibt wie ein bergender Mantel die versammelte Gemeinde. Um die Parabel offen zu halten, wurde am Ende des Gebäudes zwischen die beiden Schenkel eine große Glaswand gestellt. Sie hält Wind und Wetter ab, bewahrt jedoch für Auge und Gefühl die Offenheit des Kirchenraumes zur Welt. Im Brennpunkt der Parabel steht der Altar.
Charakteristisch für die Kirchen von Hans Schilling sind auch die plastischen Aus- und Einbauten (oftmals Taufkapellen, Sakramentskapellen, Treppenhäuser). In St. Peter am See ist es die halbrunde Beichtkapelle, die weiter oben als vollrunder Glockenturm aus der Kirche emporwächst.
Die Verbundenheit der kleinen Peterskirche mit ihren großen Vorbildern zeigten schon die beiden Türgriffe am Eingangsportal: Der linke stellte das Schiff des Fischers und Apostels Petrus auf dem See Genezareth dar. Der rechte zeigte den großen Petersdom in Rom.
Die Kirche hat einen Pfarrsaal sowie ein Pastorat.

## Gemeinde
St. Peter am See war Filialgemeinde der Pfarrgemeinde St. Christophorus in Meinerzhagen-Valbert, das Gemeindeleben spielte sich aufgrund der geringen Katholikenzahl in Hunswinkel vor allem in Valbert ab. Mit Erstwohnsitz im Gemeindegebiet St. Peter am See waren nur etwa 150 Katholiken gemeldet, der größte Teil der Gottesdienstbesucher waren – vor allem im Sommer – die regelmäßigen Wochenendurlauber.
Die Gemeinde gehörte zuletzt zur Pfarrei St. Maria Immakulata Meinerzhagen/Kierspe im Kreisdekanat Altena/Lüdenscheid im Bistum Essen.

## Trivia
Auch die evangelische Gemeinde Valbert hatte eine Kirche in Hunswinkel, verkaufte diese aber bereits 2004.